# 岡崎医療刑務所

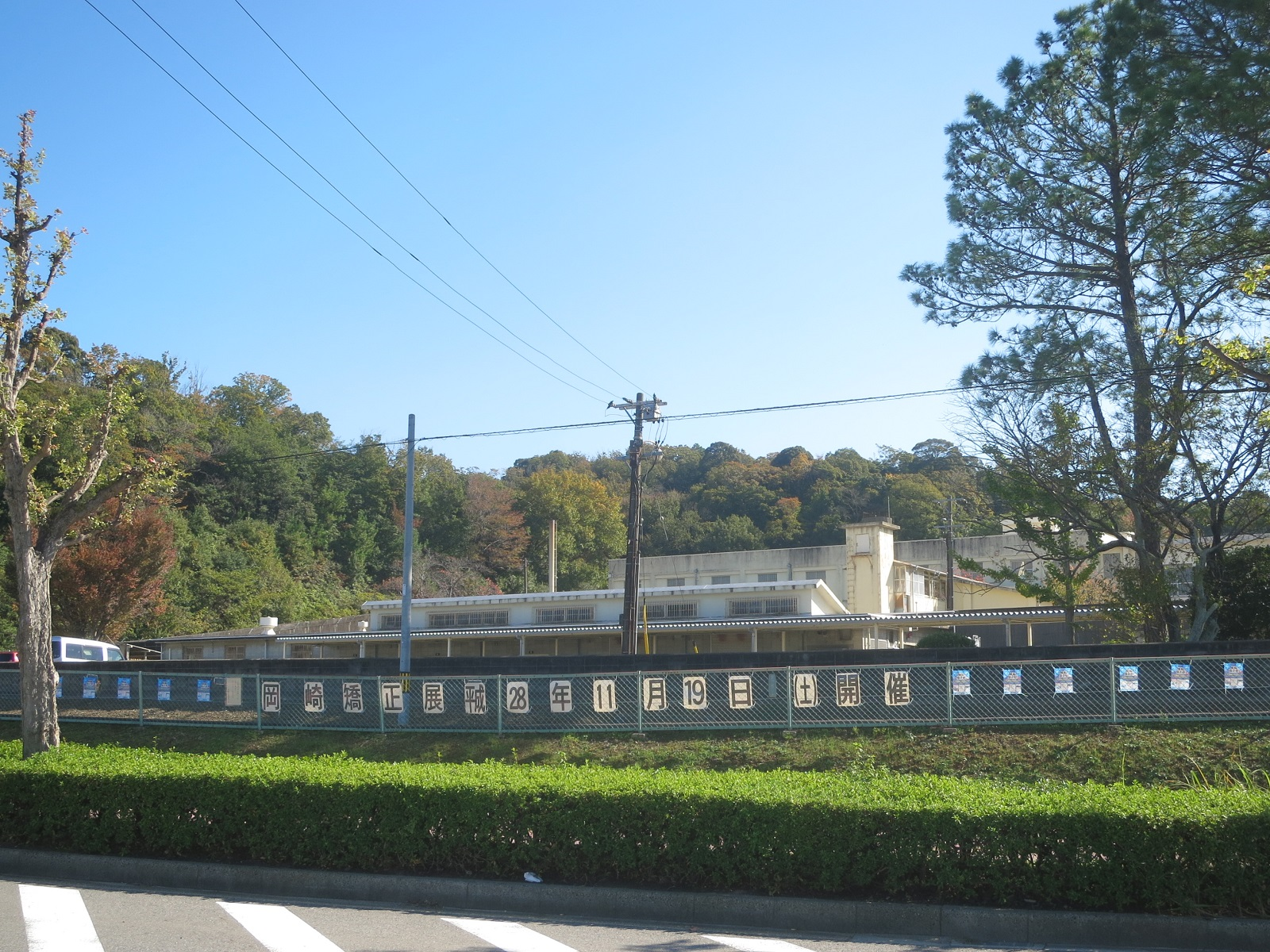
岡崎医療刑務所

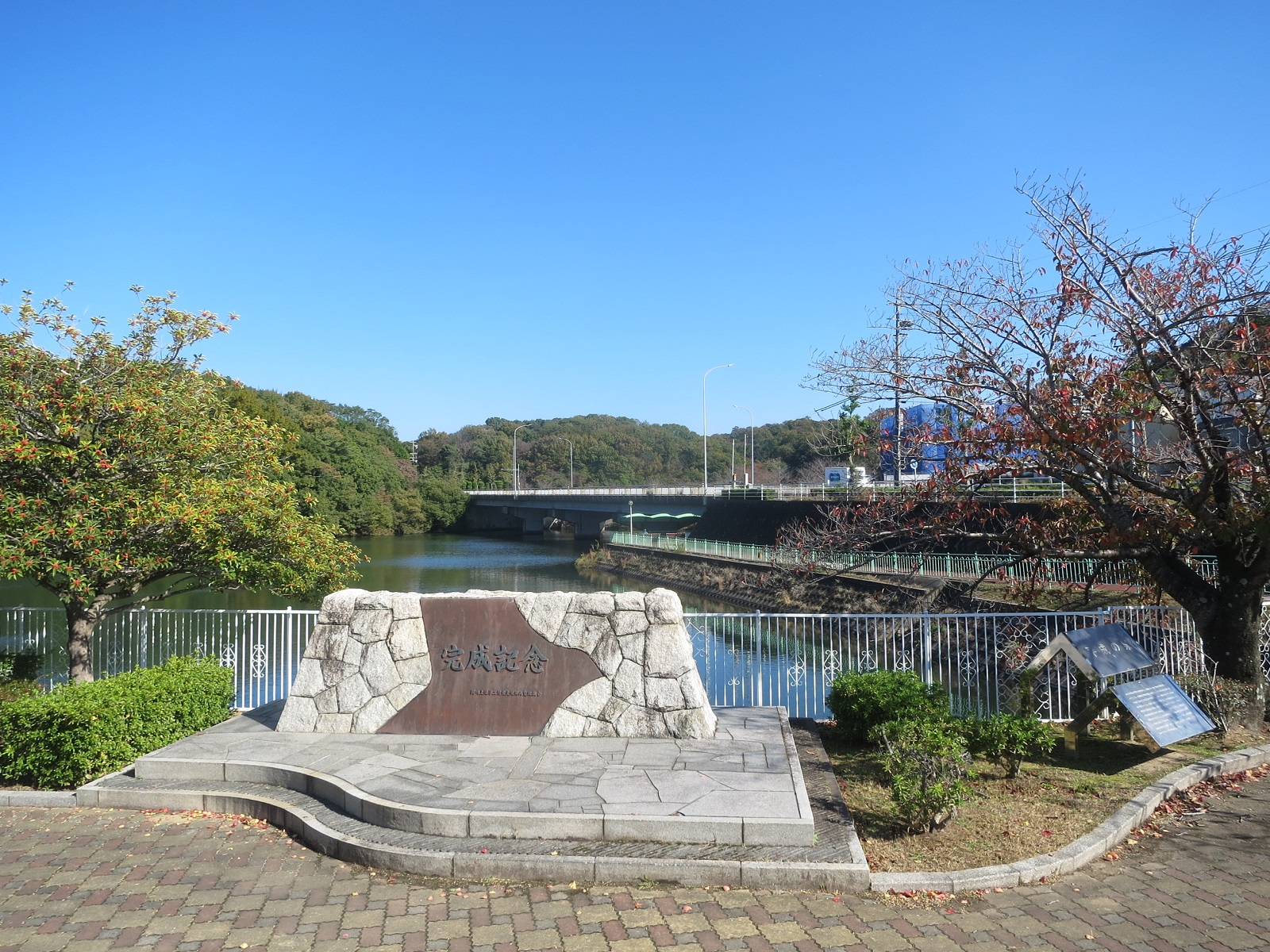
愛知県道26号岡崎環状線を挟んで真向かいにある大谷公園

岡崎医療刑務所（おかざきいりょうけいむしょ）は、法務省矯正局の名古屋矯正管区に属する刑務所。全国4箇所の医療刑務所のうちのひとつである。医療法上の病院に該当する。

## 所在地
- 愛知県岡崎市上地4-24-16
  - JR東海道本線 岡崎駅から車で約10分。
  - 名鉄名古屋本線 東岡崎駅から車で約20分。

## 収容分類級

### M級
罪を犯した精神障害者を収容する。

### A級
一般経理などは犯罪傾向の進んでない健康な男性受刑者におこなわせる。

## 収容定員
- 269人

## 沿革
- 1881年（明治14年） - 康生町に愛知県監獄岡崎支署が設置される[1]。
- 1954年（昭和29年） - 精神薄弱（当時の表現）受刑者の収容施設となる。
- 1962年（昭和37年） - 11月21日、岡崎医療刑務所支所が現在地に移転[2]。
- 1971年（昭和46年） - 岡崎医療刑務所に改称。

## 組織
所長の下に3部を持つ3部制である。
- 総務部（庶務課、会計課、用度課）
- 処遇部（処遇部門、企画部門）
- 医務部（保健課、医療第一課、医療第二課）